# 天主圣三堂 (维罗纳)
天主圣三堂（Chiesa della Santissima Trinità）是一座罗马式风格的罗马天主教教堂，位于意大利北部威尼托大区城市维罗纳。

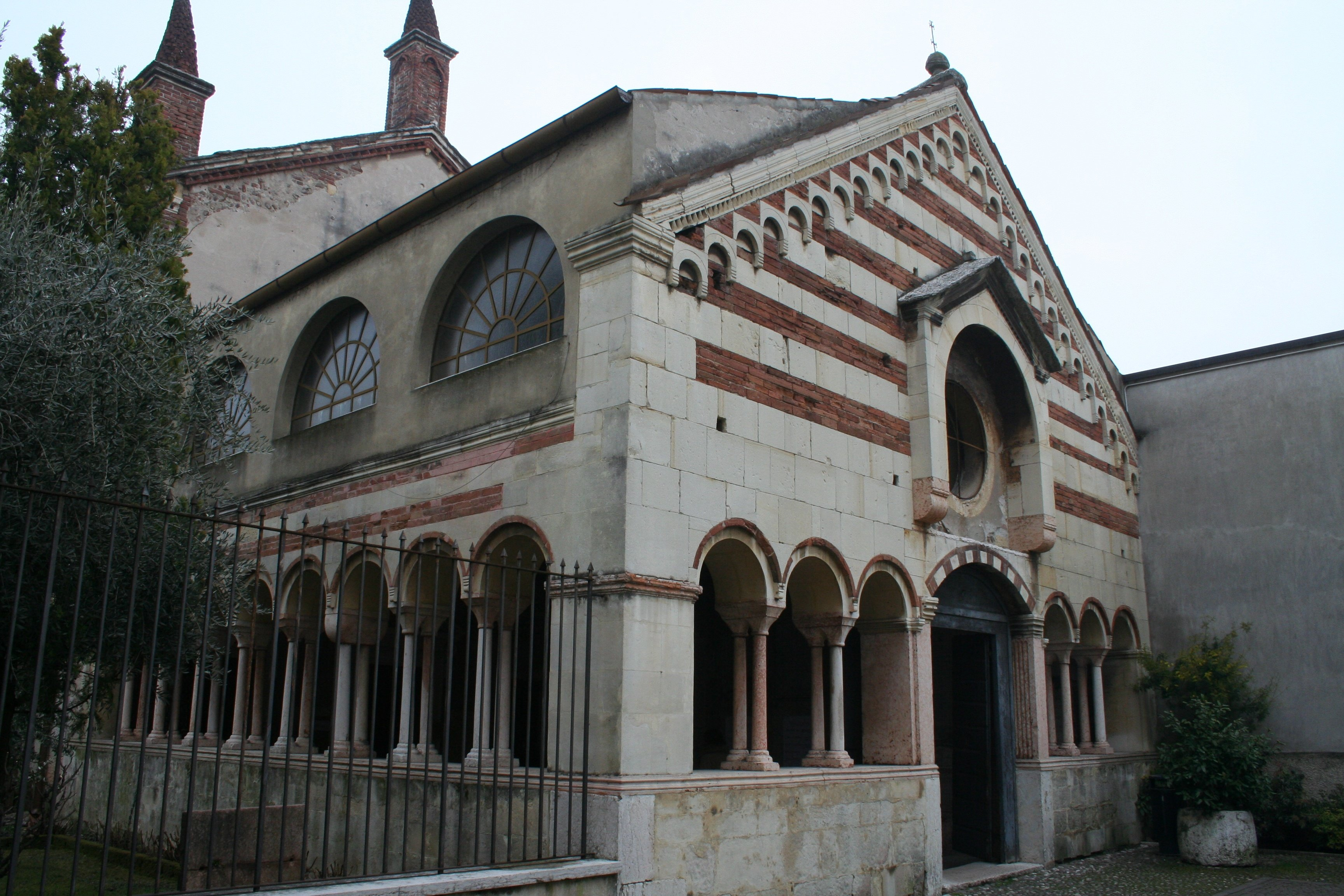

## 历史
1073年，本笃会的瓦隆布洛萨修士在此修建了教堂，位于一座旧堂的原址上。卡诺莎的玛蒂尔达和富尔科内·埃斯特都曾来此访问修士们。1117年，教堂供奉天主圣三，但同年，地震摧毁了该镇，教堂和修道院都需要进行广泛的重建。教堂在1336年成为本堂区教堂，在16世纪扩建，增加了一个中庭和凉廊（Loggia delle Convertite）。到1441年，瓦隆布洛萨修士放弃了修道院。到1536年，它变成了监狱。在19世纪，教堂沦为废墟。毗邻的修道院在19世纪早期被部分夷为平地，在19世纪，教堂最初附属于慈幼会修女，后来归属斯蒂马蒂尼会。在1945年4月6日的空袭中，回廊和洛雷托圣家小堂"也被摧毁。
原始的立面，在前厅内显示出不寻常的罗马式建筑，交替使用石头、砂浆和砖块，形成不同的层次。在教堂的后部，高大的方形钟楼，也有石头和砖块条纹，靠近屋顶有三个拱形窗户，屋顶是锥形，有三个角塔。钟楼由维维亚诺·贝维拉夸捐资建造。该堂为拉丁十字平面，有半圆形咏经团和两个小堂作为耳堂。钟楼的六口钟，铸造于1803年，发出“维罗纳钟声”。

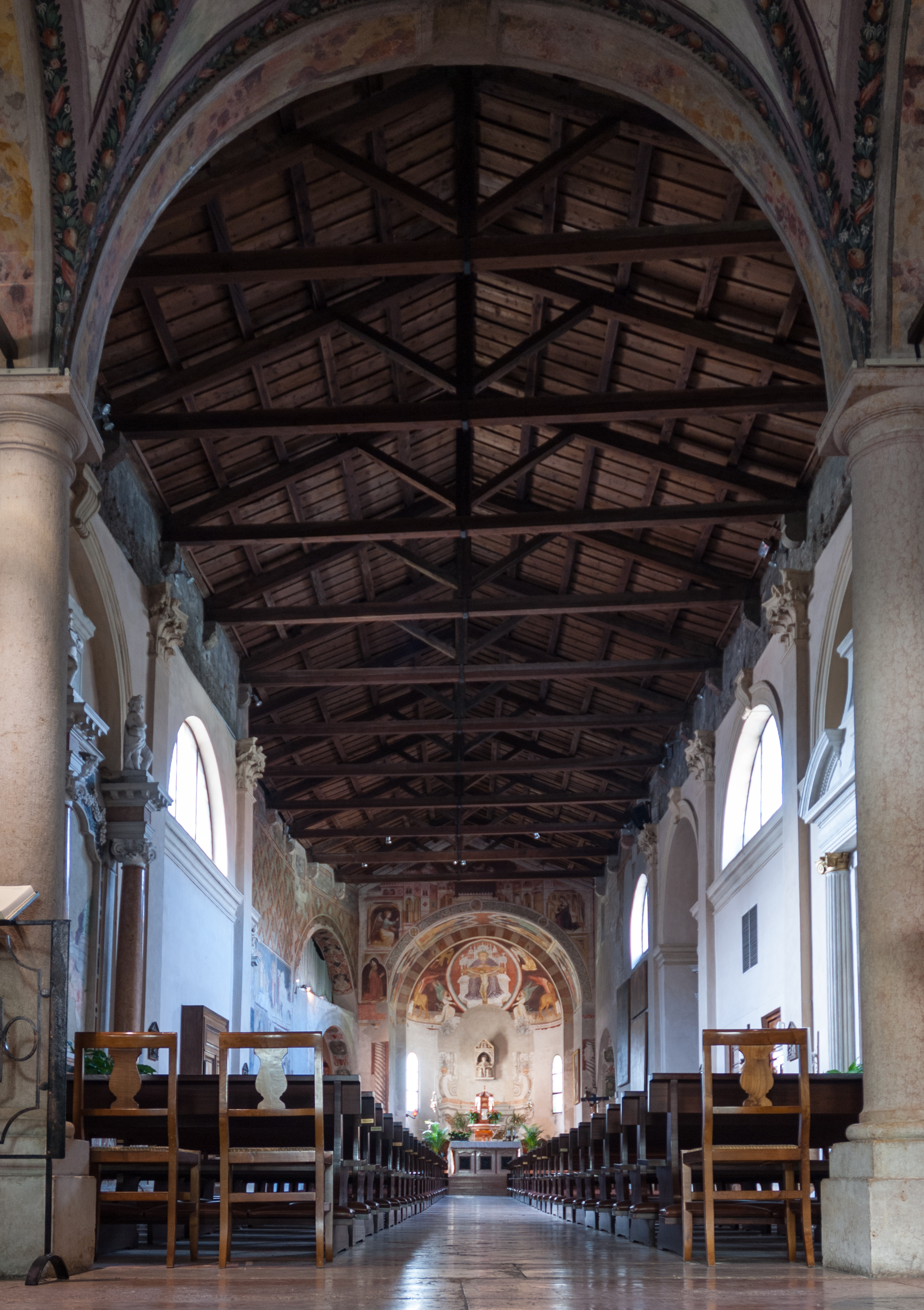
内部

主要艺术品包括：恩里科·迪·里吉诺的雕塑《天主圣三》、马蒂诺·达·维罗纳的《圣母领报》、贾科莫·达维罗纳的《宗徒》；布鲁萨索齐的壁画；以及雅科波·利戈齐、多梅尼科·布鲁萨索齐和费利切·布鲁萨索齐和乔瓦尼·巴蒂斯塔·卡利阿里的油画。